# Anandiben Patel
Anandiben Mafatbhai Patel, née le 21 novembre 1941, est une femme politique indienne. Membre du Bharatiya Janata Party (BJP), elle est ministre en chef du Gujarat de 2014 à 2016 et gouverneure de l'Uttar Pradesh depuis 2019.

## Biographie
En 1994, elle est élue membre du Conseil des États, qu'elle quitte en 1998, quand elle est élue députée à l'Assemblée législative du Gujarat. Elle occupe ce poste jusqu'en 2012.
De 2002 à 2007, elle est ministre de l'Éducation du gouvernement du Gujarat, dirigé par Narendra Modi, puis de 2007 à 2014, ministre chargée des routes et de la construction, des revenus, du développement urbain et du logement urbain, de la gestion des catastrophes et des projets immobiliers,. En mai 2014, elle devient la première femme ministre en chef du Gujarat, en remplacement de Modi, désigné Premier ministre de l'Inde.
Le 19 janvier 2018, elle devient gouverneure du Madhya Pradesh, fonction qu'elle cumule à partir du 15 août suivant avec le même poste au Chhattisgarh, à titre intérimaire. Enfin, depuis le 29 juillet 2019, elle est gouverneure de l'Uttar Pradesh.